# کوبریک به روایت کوبریک
کوبریک به روایت کوبریک (انگلیسی: Kubrick by Kubrick)، یک فیلم مستند فرانسوی به کارگردانی گرگوری مانرو است که در سال ۲۰۲۰ منتشر شد. این فیلم مستند با استفاده از فایل صدای مصاحبه‌های به جا مانده از افراد مختلف به بررسی جایگاه فیلم‌ساز مشهور آمریکایی، استنلی کوبریک می‌پردازد و نقطه نظرات او دربارهٔ مسائل مختلف را به تصویر می‌کشد. عمده فیلم مربوط به مصاحبه‌های خود کوبریک در بازه‌های زمانی مختلف است. از مصاحبه‌های به جا مانده از افرادی همچون جک نیکلسون، شلی دووال، آرتور سی. کلارک، تام کروز و نیکول کیدمن نیز در مستند استفاده شده. هیچ‌کدام از مصاحبه‌ها برای فیلم ضبط نشده‌اند و مانرو همه آن‌ها را از منابع آرشیوی مختلف جمع و تدوین کرده‌است.
کوبریک به روایت کوبریک نخستین‌بار در تاریخ ۱۲ مه ۲۰۲۰ توسط شبکه تلویریونی فرانسوی-آلمانی آرته منتشر شد. این فیلم مستند با استقبال گسترده منتقدان همراه شد و توانست در سایت راتن تومیتوز رضایت ۱۰۰٪ منتقدان را جلب کند.